# 20852 Allilandstrom
20852 Allilandstrom è un asteroide della fascia principale. Scoperto nel 2000, presenta un'orbita caratterizzata da un semiasse maggiore pari a 2,5266645 UA e da un'eccentricità di 0,0840035, inclinata di 2,50287° rispetto all'eclittica.